# Akwarela
Akwarela (fr. aquarelle – „wodnisty”, łac. aqua – „woda”) – określenie techniki malarskiej oraz nazwa obrazów nią wykonywanych, skupiających się wokół tematu pejzażu i martwej natury. Technika ta, wymagająca stosowania unikatowych, indywidualnych rozwiązań artystycznych, polega na malowaniu wodną zawiesiną pigmentów na chłonnym podobraziu – zwyczajowo na celulozowym lub bawełnianym papierze. Rozcieńczone pigmenty nie pokrywają całkowicie faktury papieru, lecz pozostawiają ją dobrze widoczną. Z tego względu na efekt bardzo duży wpływ ma barwa i faktura samego papieru.

## Charakterystyka
Akwarela jest jedną z technik malarskich, w której  wykorzystuje się farby akwarelowe – będące farbami wodnymi. Z punktu widzenia artystycznego, eteryczna i świetlista, z punktu kolekcjonerskiego – jeśli jest dziełem klasyków – równie atrakcyjna. Jako podłoże najczęściej stosuje się papier, zazwyczaj specjalistyczny, fakturowy. Malowanie polega na stopniowym nakładaniu cienkich, niemalże transparentnych warstw farby, przez które przebija podłoże. Jest to technika uważana za jedną z trudniejszych, gdyż wymaga niesamowitej precyzji i dokładności w nakładaniu farb na papier, który ze względu na swoje właściwości sprawia problemy w nanoszeniu poprawek.
Farby akwarelowe składają się z pigmentu i wodorozpuszczalnego kleju (najczęściej gumy arabskiej) utrzymującego farbę w odpowiedniej do malowania konsystencji. Oprócz nich w farbach znajdują się różne domieszki mogące modyfikować właściwości fizyczne farby. Malarz nabierając farbę zmoczonym pędzlem rozpuszcza klej i pobiera na pędzel pigmenty w wodnej zawiesinie. Pociągnięcia pędzla na chłonnym podkładzie pozostawiają cienką warstwę pigmentu, który uzyskuje przyczepność głównie poprzez siłę adhezji, a nie jak dzieje się to najczęściej w innych technikach malarskich, dzięki wiązaniu spoiwa. Z powodu bardzo niewielkiej ilości spoiwa zawartej w akwareli, warstwa pigmentu nie wykazuje mocnego krycia, przez co malarz najczęściej wykonuje obraz poprzez sukcesywne przyciemnianie plam aż do pożądanego rezultatu. Obrazy malowane tą techniką mają zwykle delikatną kolorystykę w pastelowych barwach.
Akwarela nie daje prawie żadnej możliwości dokonywania poprawek i retuszy. W szczególności, nie można usunąć namalowanego fragmentu, a jedynie modyfikować go w niewielkim stopniu, poprzez pokrywanie kolejnymi warstwami lub usuwanie części pigmentu przez szorowanie lub wymywanie papieru. W akwareli właściwie nie używa się białej farby, gdyż cienka warstwa pigmentu właściwa dla techniki akwarelowej nie jest w stanie całkowicie pokryć zamalowanego papieru. Malarz stosujący technikę akwareli pozostawia plamy jasne dzięki nakładaniu małej ilości pigmentów i ekspozycję jasnego koloru podobrazia.
Akwarela, ze względu na swoją budowę fizyczną opartą na wodorozpuszczalnym spoiwie jest farbą bardzo zbliżoną go gwaszu i bywa z nim łączona.
„Akwarela abstrakcyjna” Wassilego Kandinsky’ego jest uznawana za pierwszy obraz abstrakcyjny.
Malarzem, który posługiwał się tą techniką, był m.in. Julian Fałat.

## Galeria

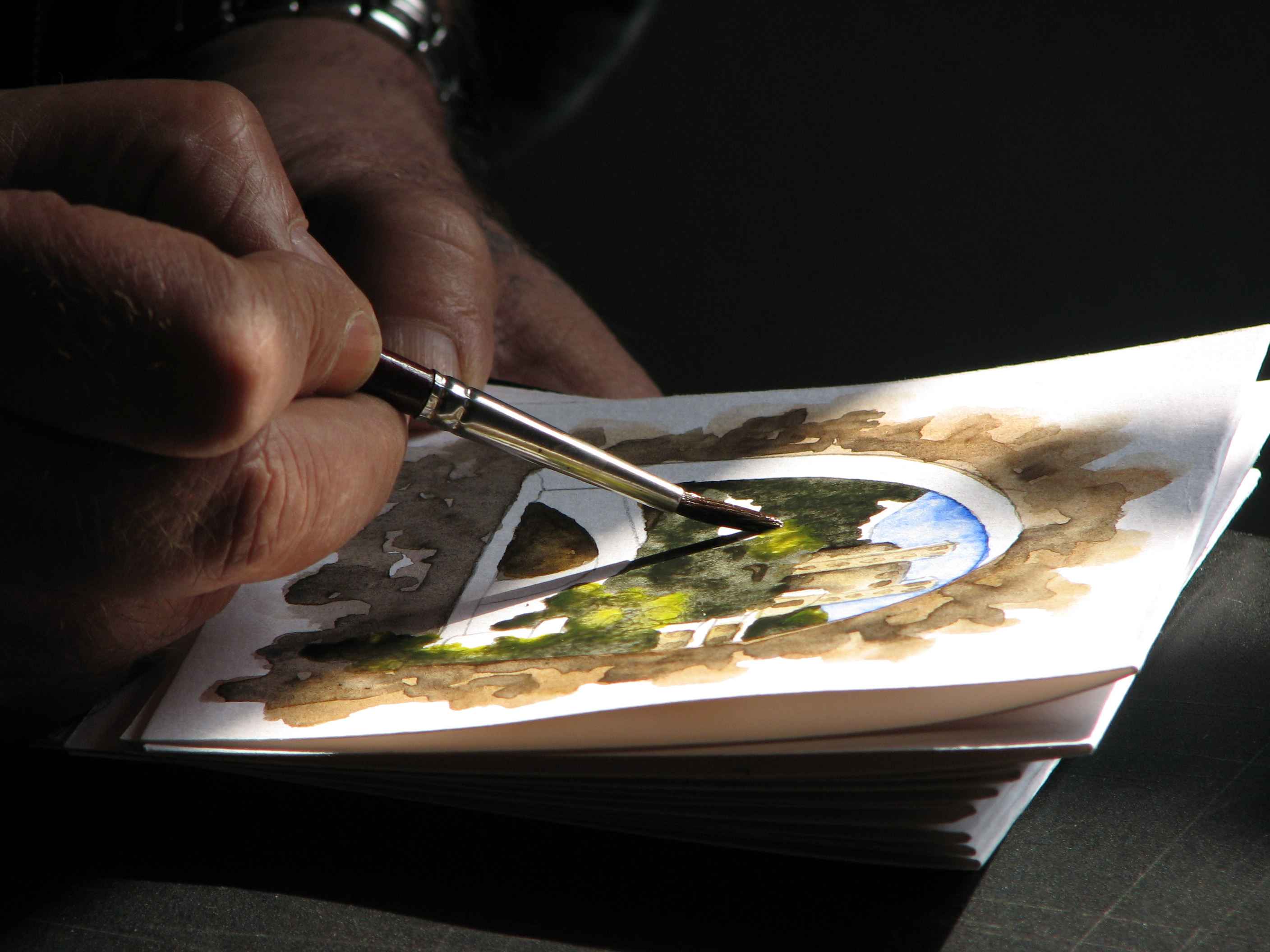
Rysunek wykonywany akwarelą w Dolceacqua (Włochy)
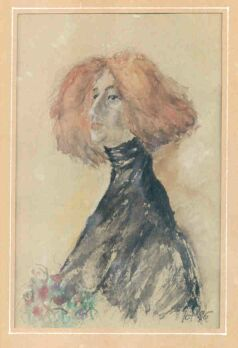
Dagny Juel Przybyszewska mal. Jurand Konieczny 1996
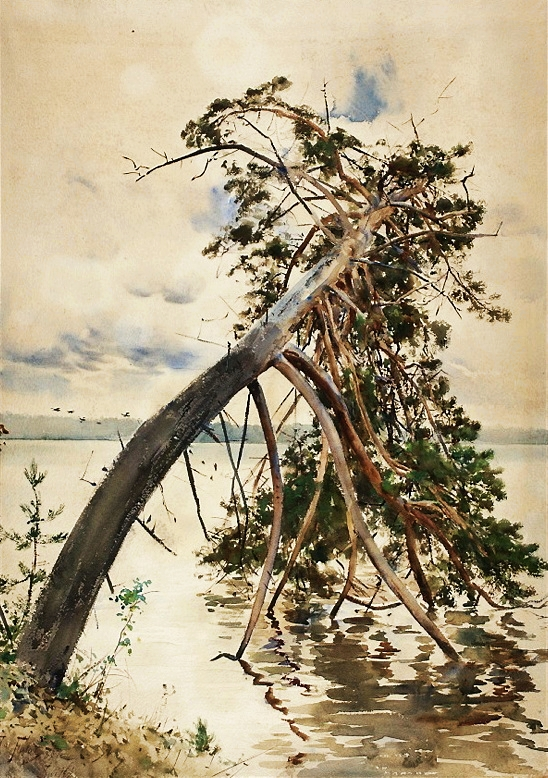
Świteź, 1888, mal. Julian Fałat (Muzeum Narodowe w Warszawie)
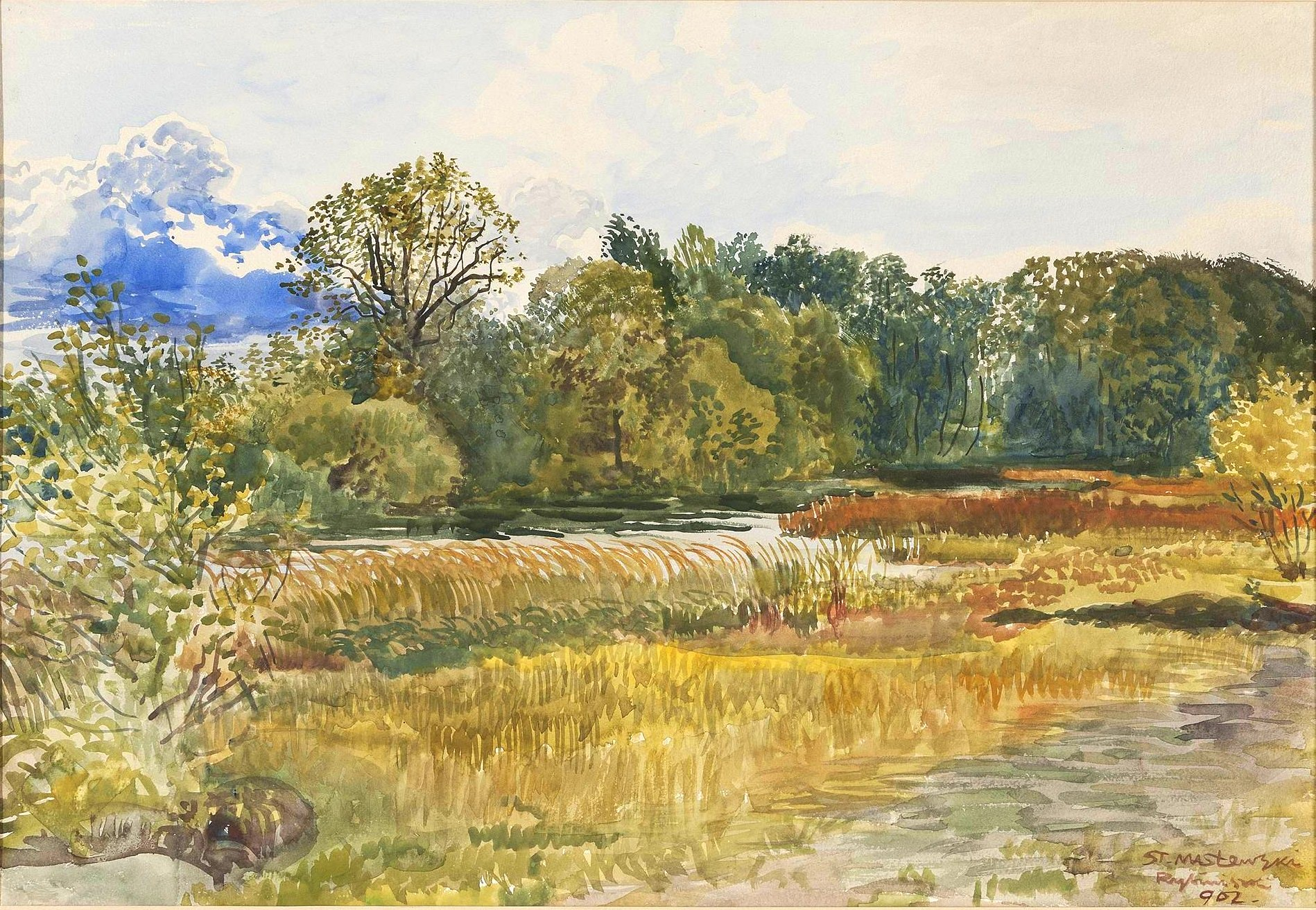
Pejzaż jesienny z Rybiniszek, 1902, mal. Stanisław Masłowski (Muzeum Narodowe w Warszawie)
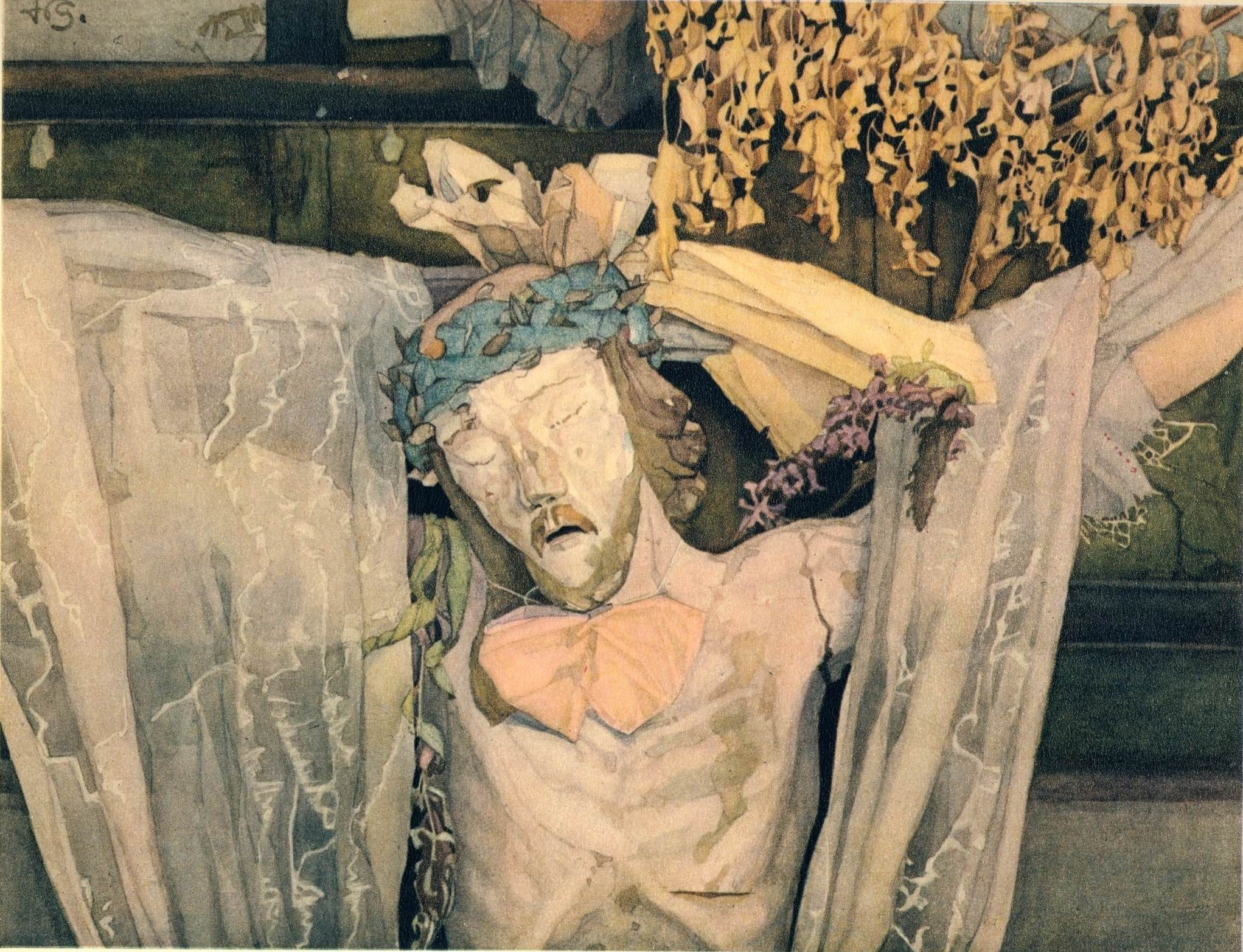
Modlitwa chłopska - akwarela Henryka Grombeckiego z 1909 roku z Rybiniszek
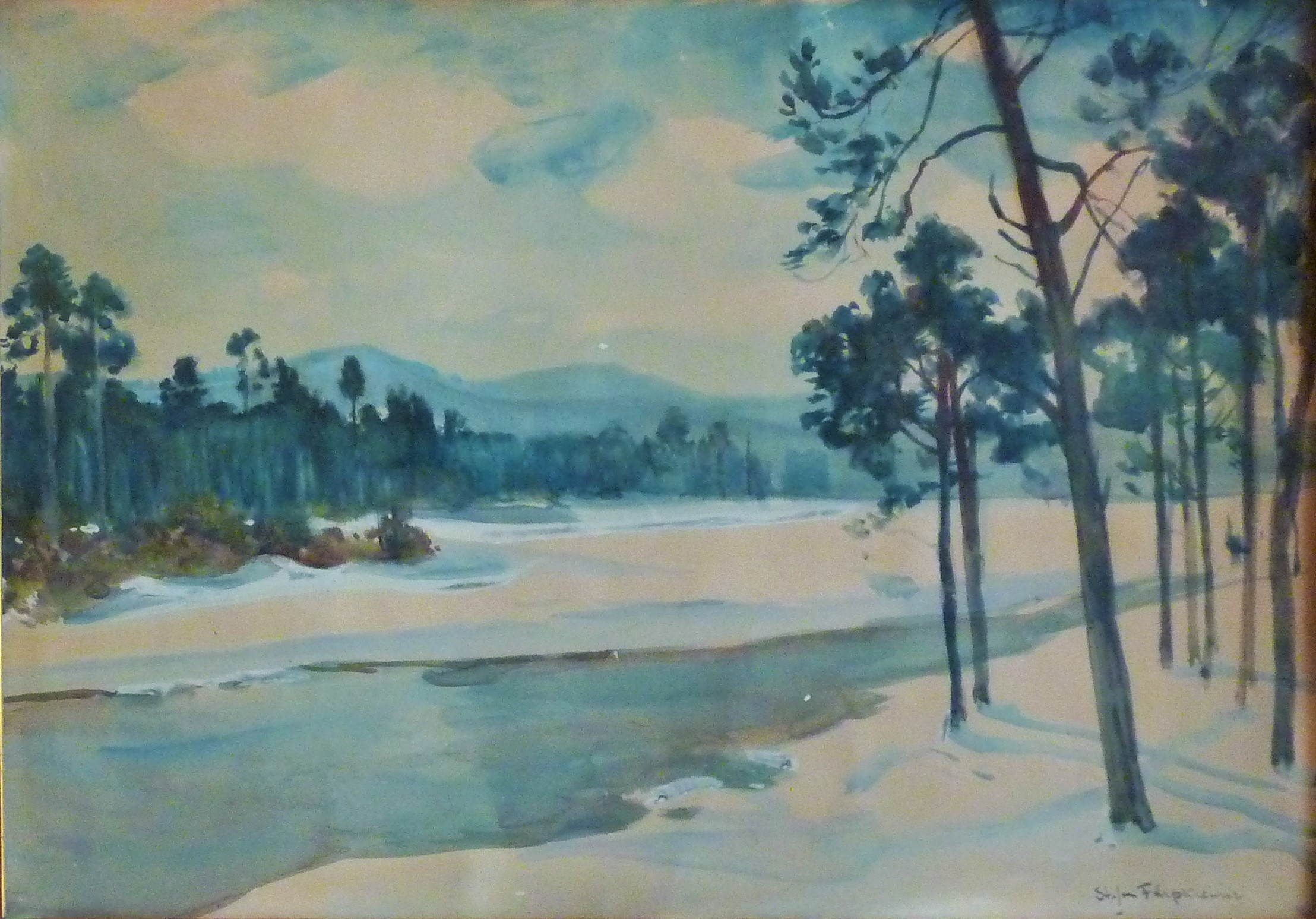
Pejzaż zimowy, mal. Stefan Filipkiewicz